# Pingfang (köpinghuvudort i Kina, Heilongjiang Sheng, lat 45,55, long 127,46)
Pingfang (kinesiska: 平坊, 平坊镇) är en köpinghuvudort i Kina. Den ligger i provinsen Heilongjiang, i den nordöstra delen av landet, omkring 68 kilometer öster om provinshuvudstaden Harbin. Antalet invånare är 20 066. Befolkningen består av 9 762 kvinnor och 10 304 män. Barn under 15 år utgör 12,0 %, vuxna 15-64 år 79 %, och äldre över 65 år 8,0 %.
Runt Pingfang är det ganska tätbefolkat, med 239 invånare per kvadratkilometer. Pingfang är det största samhället i trakten. I omgivningarna runt Pingfang växer i huvudsak blandskog.
Genomsnittlig årsnederbörd är 853 millimeter. Den regnigaste månaden är juli, med i genomsnitt 166 mm nederbörd, och den torraste är januari, med 10 mm nederbörd.